# Храм Живоносного Источника (Афины)
Храм Живоносного Источника (греч. Ιερός Ναός Ζωοδόχου Πηγής) — храм Элладской православной церкви, расположенный в центре Афин, в квартале, который образуют улицы Акадимиас, Геогриоса Геннадиоса, Фидия и Эммануила Бенакиса.

## История строительства храма

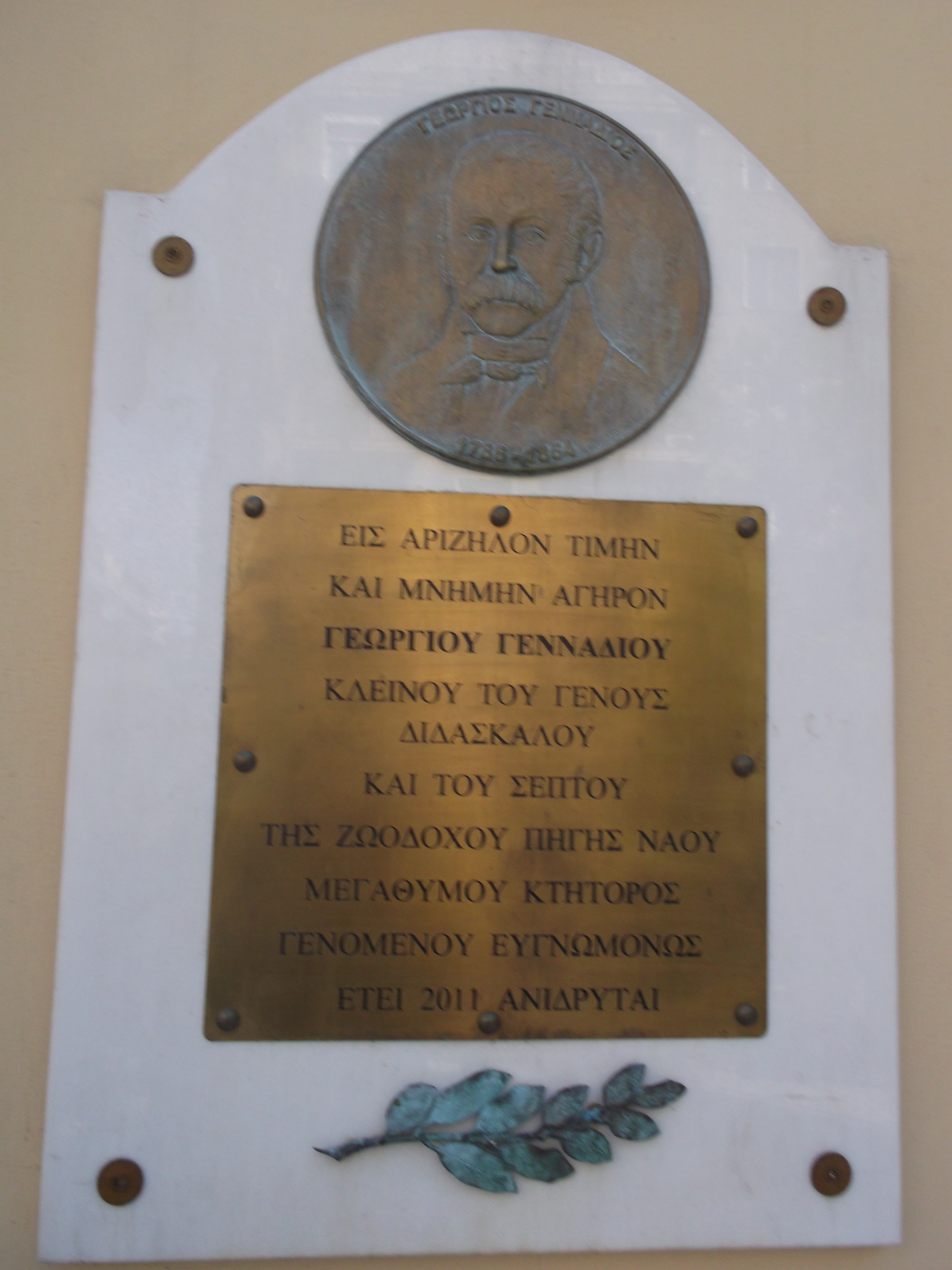
Мемориальная плита в память Георгиоса Геннадиоса

В 1843 году, жители этого района, малолюдного после освобождения от осман, Афин решили построить храм для удовлетворения своих религиозных потребностей, не имея на это однако необходимые средства, и вынужденных в силу этого проводить постоянно сбор пожертвований.
Храм Живоносного Источника (имя которое православные греки часто дают храмам Богородицы) начал строиться в 1846 году, по проекту архитектора Димитриоса Зезоса (греч. Δημήτριου Ζέζου). Ответственность за строительство взял на себя лично, рождённый в Силиврии Восточной Фракии, греческий просветитель Георгиос Геннадиос, который и подарил необходимый земельный участок для строительства храма. В первый комитет воздвижения храма вошли Георгиос Геннадиос, Константинос Схинас, Георгиос Скуфос, Константинос Карадзас и Декозис Вурос.  
Преодолев большие финансовые проблемы, строительство храма было завершено в марте 1852 года.
Храм был включён в число 20 приходов муниципалитета Афин (королевский указ 1858 года).
Важную роль в финансовой поддержке храма сыграла благотворительница Элени Тосица, которая оплатила постройку колокольни.
В 1972 году министерством культуры Греции охарактеризовало храм историческим и художественным зданием.

## Архитектура
Первоначально это была трёхнефная базилика, имеющая в проекции форму продолговатого прямоугольника. В 1950 году по проекту архитектора В. Кассандраса был добавлен ещё один неф с южной стороны первоначального храма, в котором располагаются гинеконит (греч. Γυναικωνίτης), то есть место для женщин на втором этаже храма, и подземный зал. В 1900 году была построена колокольня и в 1935 году экономат (греч. Οικονομάτο — вспомогательное здание) храма, с 3 наземными и 2 подземными залами, а также помещениями на крыше, для православного просвещения и музыкального образования и мероприятий. 
Внутренние росписи включают в себя работы в стиле эпохи Возрождения художника Анастасия Лукидиса (1931—1933 годы). Малые темы и иконы иконостаса принадлежат художникам П. Гералису и Николау, византийские дополнения являются работой Спиридона Кардамакиса.